# استفانو واولی
استفانو واولی (انگلیسی: Stefano Vavoli؛ زادهٔ ۳۰ دسامبر ۱۹۶۰) بازیکن فوتبال اهل ایتالیا است.
از باشگاه‌هایی که در آن بازی کرده‌است می‌توان به باشگاه فوتبال جنوآ، باشگاه فوتبال هلاس ورونا، باشگاه فوتبال یو. اس. پرگولیتزه، و باشگاه فوتبال ویرتوس انتلا اشاره کرد.